# Viktors Vizla
Viktors Vizla (Riga, 17 ottobre 1910 – 29 agosto 1971) è stato un calciatore lettone, di ruolo portiere.

## Carriera

### Club
Nel periodo in cui ha giocato in nazionale militava nell'RFK, squadra con cui ha vinto almeno un campionato lettone.

### Nazionale
Ha esordito il 16 agosto del 1930 nella gara di Coppa del Baltico contro l'Estonia, giocando solo il primo tempo al termine del quale fu sostituito da Harijs Lazdiņš.
Ha disputato in tutto 4 incontri con la sua nazionale, subendo 12 reti.

## Statistiche

### Cronologia presenze e reti in Nazionale
| Cronologia completa delle presenze e delle reti in nazionale ― Lettonia | Cronologia completa delle presenze e delle reti in nazionale ― Lettonia | Cronologia completa delle presenze e delle reti in nazionale ― Lettonia | Cronologia completa delle presenze e delle reti in nazionale ― Lettonia | Cronologia completa delle presenze e delle reti in nazionale ― Lettonia | Cronologia completa delle presenze e delle reti in nazionale ― Lettonia | Cronologia completa delle presenze e delle reti in nazionale ― Lettonia | Cronologia completa delle presenze e delle reti in nazionale ― Lettonia |
| Data                                                                    | Città                                                                   | In casa                                                                 | Risultato                                                               | Ospiti                                                                  | Competizione                                                            | Reti                                                                    | Note                                                                    |
| ----------------------------------------------------------------------- | ----------------------------------------------------------------------- | ----------------------------------------------------------------------- | ----------------------------------------------------------------------- | ----------------------------------------------------------------------- | ----------------------------------------------------------------------- | ----------------------------------------------------------------------- | ----------------------------------------------------------------------- |
| 16-8-1930                                                               | Kaunas                                                                  | Lettonia                                                                | 3 – 2                                                                   | Estonia                                                                 | Coppa del Baltico 1930                                                  | -2                                                                      |                                                                         |
| 26-10-1930                                                              | Varsavia                                                                | Polonia                                                                 | 6 – 0                                                                   | Lettonia                                                                | Amichevole                                                              | -6                                                                      |                                                                         |
| 28-5-1931                                                               | Riga                                                                    | Lettonia                                                                | 0 – 1                                                                   | Estonia                                                                 | Amichevole                                                              | -1                                                                      |                                                                         |
| 19-8-1931                                                               | Helsinki                                                                | Finlandia                                                               | 4 – 0                                                                   | Lettonia                                                                | Amichevole                                                              | -3                                                                      | 75’                                                                     |
| Totale                                                                  |                                                                         | Presenze                                                                | 4                                                                       |                                                                         | Reti                                                                    | -12                                                                     |                                                                         |

## Palmarès

### Club
- Campionato lettone: 1

RFK: 1930